# خانه منصوری (ملایر)
خانه منصوری عمارتی متعلق به عبدالصمد منصوری است که مربوط به اواخر دوره قاجار - دوره پهلوی است و در ملایر، خیابان هاشمی‌نژاد (دکتر اقبال) واقع شده و این اثر در تاریخ ۱۱ دی ۱۳۸۰ با شمارهٔ ثبت ۴۶۹۱ به‌عنوان یکی از آثار ملی ایران به ثبت رسیده‌است.